# Vellisca
Vellisca è un comune spagnolo di 167 abitanti situato nella comunità autonoma di Castiglia-La Mancia.